# Stefan Foconi
Stefano Carlo Foconi, född 16 mars 1955 i Uppsala, är en svensk skönlitterär författare. Han är som författare verksam under namnet Stefan Foconi.

## Biografi
Foconi har studerat litteraturvetenskap och filosofi vid Stockholms universitet. Han har undervisat vid Uppsala och Stockholms universitet och på olika författarskolor, såsom Forfattarstudiet i Bø, Telemark, Skrivekunstakademiet i Bergen och Nordens Folkhögskola Biskops-Arnö samt varit internationell sekreterare i Sveriges Författarförbund.

## Författarskap
Han debuterade med prosaboken Lergök 1991, som första delen av en trilogi om livet på jorden mellan skapelse och apokalyps. Senare verk har handlat om så vitt skilda ting som faderns barndom i Italien, Rå umbra bränd umbra, mordet på brodern, Hade en bror, och genreöverskridande böcker om Mellanöstern (samtliga med Tomas Andersson som medförfattare). Efter mer än 20 års kontinuerligt resande i denna region har de tillsammans skrivit böcker om Iran, Egypten, Turkiet, Libanon, Syrien, Jordanien och Israel/Palestina. Var och en av dessa böcker presenterar respektive land och kultur.
Foconi har också publicerat lyrik och essäer, som Om trädgårdskonsten 2011, Om kokkonsten 2017, Om kärlekskonsten 2020 samt Om dödskonsten 2024, samtliga ingående i en undersökning om vad det innebär att vara människa. År 2014 publicerades monografin Istanbul, vandringar i Europas största stad.

## Priser och utmärkelser
- 1998 - Samfundet De Nio[3]
- 2000 - Svenska Akademien Stipendium ur Stina och Erik Lundbergs stiftelse.
- 2017 - Stipendium ur Stina och Erik Lundbergs stiftelse, av Svenska Akademien[4]